# Фритценс-Санцено
Культура Фритценс-Санцено — археологическая культурная группа эпохи железного века латенского периода в области Альп. Носители данной культуры, которых относят к ретам, были частично уничтожены, частично романизированы после альпийского похода римлян в 15 году до н. э.
Первые признаки культуры заметны в слоях VI века до н. э. В Южном Тироле и Трентино она поглощает культуру Лауген-Мелаун на последнем этапе её развития, в Северном Тироле — культуру полей погребальных урн и культуру Иннской долины, ориентированную на северную гальштатскую культуру.

## История находок
Важные находки, связанные с культурой Фритценс-Санцено, сделал в 1920 году врач общины Ваттенс Карл Штайнер в посёлке Фритценс (на реке Инн невдалеке от Инсбрука). В 1924 году он представил свои находки на 88-м конгрессе немецких натуралистов и врачей, однако им не уделили должного внимания. Несмотря на это, он опубликовал статьи в журнале «Сообщения о находках в Австрии».
В 1955 году Б. Фрай впервые употребил термин «Горизонт керамики Фритценс и Санцено», на основании которого археологи позднее и выделили данную культуру. До тех пор народность ретов была известна в основном по упоминаниям историков и недешифрованным надписям.

## Обзор находок
Хотя на ручные изделия, погребальные обычаи и религию культуры Фритценс-Санцено в значительной степени повлияли соседи — этруски с юга и кельты с севера, у неё отмечаются некоторые собственные, специфические черты. К ним относятся фибулы типа «раковый хвост» и «голова в шлеме», особая разновидность «негауского шлема», а также собственный алфавит, относящийся к северноэтрусским алфавитам, возможно, повлиявший на более поздние германские руны.